# 나주고등학교
나주고등학교(羅州高等學校)는 대한민국 전라남도 나주시 교동에 있는 공립 고등학교이다.

## 학교 연혁
- 1951년 9월 27일 : 개교
- 1951년 9월 27일 : 초대 교장 강영덕 선생 부임
- 1968년 3월 1일 : 나주고등학교로 학칙 변경
- 1974년 3월 1일 : 나주고등학교로 교명 변경
- 2012년 3월 1일 : 자율형 공립고등학교 지정
- 2013년 3월 1일 : 거점고등학교 지정(고등학교 통합)
- 2015년 4월 21일 : 거점고 완공
- 2022년 9월 1일 : 제31대 강대창 교장 취임
- 2025년 2월 7일 : 제73회 115명 졸업(졸업생 총수 12,191명)

## 참고 자료
- 나주고등학교 - 한국교육학술정보원 학교알리미